# Arvin Slagter
Arvin Slagter (Amsterdam, 19 settembre 1985) è un ex cestista olandese.

## Carriera
Con i Paesi Bassi ha disputato i Campionati europei del 2015.
Ha vinto lo Shoot-Out Contest alle finali del FIBA 3x3 World Tour 2022, in cui ha vinto la medaglia di bronzo con gli Amsterdam HiPro.

## Palmarès
- Campionato olandese: 3

Leida: 2010-11, 2012-13
Donar Groningen: 2013-14, 2016-17
Den Bosch: 2014-15
- Coppa d'Olanda: 4

Leida: 2012
Donar Groningen: 2014, 2017, 2018
Den Bosch: 2016
- Supercoppa d'Olanda: 4

Leida: 2011
Donar Groningen: 2014, 2018
Den Bosch: 2016